# Бочков, Владимир Михайлович
Владимир Михайлович Бочков (1 июля 1946, Иваново — 31 марта 2022) — советский и российский государственный деятель, политик, член Совета Федерации от Ивановской областной думы (2013—2018).

## Биография
Родился в семье служащих. Окончил финансово-экономический институт и Горьковскую высшую партийную школу.
С 1968 года начал работать в областном финансовом отделе, где трудился 20 лет. В течение шести лет работал в органах соцобеспечения: заведующим Октябрьским райсобесом и заместителем заведующего Облсобесом. В 1990-е годы занимал должность заместителя председателя Ленинского райисполкома, заведующего финотделом Ивановского горисполкома. При первом мэре города Сергее Круглове работал заместителем главы городской администрации.
С 1987 по 1990 год возглавлял комбинат «Ивановогорхлеб», с 1997 по 2003 год — ОАО «Ивановский хлебокомбинат № 3». Впоследствии стал генеральным директором ОАО «Совхоз „Тепличный“».
С 1974 года неоднократно избирался депутатом районного и городского Советов народных депутатов.
С 2000 года избирался в депутаты Ивановского Законодательного собрания (повторно переизбирался в 2005, 2008 и 2013 годах). Занимал должность председателя комитета Ивановской областной Думы по бюджету, финансовой и налоговой политике.
В 2000 году баллотировался на пост главы города Иванова. По итогам голосования 3 декабря набрал 13,52 % и занял на выборах третье место, проиграв ставшему мэром Александру Грошеву и Ивану Пименову.
В 2006 году был признан менеджером года Российской Федерации.
24 октября 2013 года наделён полномочиями члена Совета Федерации Федерального Собрания Российской Федерации — представителя от Ивановской областной Думы.
Скончался 31 марта 2022 года на 76-м году жизни.

## Награды и звания
- Орден Александра Невского (27 июня 2017) — за большой вклад в развитие российского парламентаризма и активную законотворческую деятельность[3].
- Орден Почёта (25 июля 2006) — за достигнутые трудовые успехи и многолетнюю добросовестную работу[4].
- Почётный гражданин города Иванова.
- Орден преподобного Сергия Радонежского III степени (Русская Православная Церковь) (2000).
- Знак «За заслуги перед Иваново-Вознесенской епархией» II степени (Русская Православная Церковь) (2002).